# Mehresztán megye
Mehresztán megye (perzsául: شهرستان مهرستان, Šahrastân-e Mehrestân), 2011 előtt Záboli megye (perzsául: شهرستان زابلی, Šahrastân-e Zâboli) Irán Szisztán és Beludzsisztán tartományának egyik megyéje. A terület központja és egyetlen városi rangú települése Záboli.
Szaráván megyétől 2007-ben vált el. A 2006-os népszámlálás szerint 8227 családban összesen 43 749 ember élt. A megye két kerületre oszlik, ezek a Központi Kerület és Asár kerület.
Északról Hás megye, északnyugatról Iránsahr megye határolja, délnyugatról Szarbáz megye, keletről Szib és Szurán megye, míg délkeletről Pakisztán Beludzsisztán tartomány és Keh kerület határolja.

## Népesség
| 2016 | 70 579 |